# Дебри (Липецкая область)
Де́бри — деревня Коробовского сельсовета Грязинского района Липецкой области. Расположена на левом берегу реки Байгоры ниже по течению села Падворки.
Относилась к Подворской волости Усманского уезда Тамбовской губернии. Известно, что до 1861 года она принадлежала князю Л. Д. Вяземскому и граничила с усадьбой князей Вяземских в Лотарево. Когда после пожара почти все дома деревни сгорели, Л. Д. Вяземский — бесплатно для крестьян — отстроил дома вновь, но уже не из дерева, а из красного кирпича и под железом. Многие дома сохранились до сих пор.
В 1895 году в Дебрях жило 504 человека, в 1914 году — 667 жителей; церковно-приходская школа.
Название связано со словом дебри — места, заросшие густым лесом.

## Население
| 2009 | 2010 | 2013 |
| ---- | ---- | ---- |
| 27   | ↘25  | ↗28  |

## Известные уроженцы
- Филипп Фёдорович Булыкин (1902—1974) — контр-адмирал, первый Главный штурман ВМФ СССР[3][4].